# The Twins
The Twins – niemiecki zespół muzyczny grający muzykę electronic pop powstały w 1980 roku. Założycielami grupy byli dwaj berlińczycy: gitarzysta i klawiszowiec Sven Dohrow i wokalista i perkusista Ronny Schreinzer.

## Historia
Twórcy zespołu próbowali wcześniej grać w amatorskich zespołach, jednak bez większych sukcesów. Początkowo zespół inspirował się zespołami Tubeway Army, OMD, Gary Numan i Depeche Mode.
Ich pierwszy singel zatytułowany „The Desert Place” stał się hitem berlińskich dyskotek, a  w 1981 roku trafił na listę przebojów „US-Billboard-Dance Charts”.
W 1983 roku ukazał się singel „Face To Face”. Singel odniósł duży sukces (największy we Włoszech, gdzie singel sprzedał się w największym nakładzie). „Face To Face” zajmowały wysokie miejsca na listach przebojów do czasu ukazania się utworów „Not The Loving Kind”, „Ballet Dancer” a nie później także „Love System” i „Love in the Dark”. W Niemczech największy sukces odniósł utwór „Ballet Dancer”. Wszystkie te przeboje znalazły się później na albumie A Wild Romance. Sukces zmusił muzyków do znalezienia współpracowników. Wkrótce potem The Twins powiększyło się o dwóch klawiszowców, perkusistę, saksofonistę i dwie chórzystki.
W 1984 roku zespół wystąpił na festiwalu w Sopocie wykonując sześć utworów pochodzących z albumu A Wild Romance.
W 1987 roku ukazał się album Hold On to Your Dreams. Wkrótce potem The Twins wystąpiło w ZSRR, grając m.in. w Moskwie i Leningradzie. Ponad 120 tys. widzów oglądało łącznie te dwa koncerty. Wkrótce potem The Twins zawiesił działalność.
W 1991 roku doszło do reaktywacji grupy. W tym samym roku zespół wydał album Classic Remixed, w którym znalazły się największe przeboje The Twins w nowych aranżacjach. Sukces płyty przyczynił się do wydania w 1993 roku albumu The Impossible Dream.

## Dyskografia
Poniżej znajduje się lista albumów zespołu The Twins:
| Tytuł                      | Rok wydania |
| -------------------------- | ----------- |
| Passion Factory            | 1981        |
| Modern Lifestyle           | 1982        |
| A Wild Romance             | 1983        |
| Until the End of Time      | 1984        |
| Hold On to Your Dreams     | 1987        |
| Compilations               | 1991        |
| Classics Remixed           | 1991        |
| Impossible Dream           | 1993        |
| 12" Classics               | 1997        |
| Ballet Dancer – Best of... | 1998        |
| Living For The Future      | 2018        |